# بيتر ميتشان
بيتر ميتشان (بالإنجليزية: Peter Meehan)‏ هو لاعب كرة قدم بريطاني (وحمل سابقاً جنسية المملكة المتحدة لبريطانيا العظمى وأيرلندا) في مركز الدفاع، ولد في 28 فبراير 1872 في المملكة المتحدة، وتوفي في 1915. شارك مع منتخب اسكتلندا لكرة القدم. أما مع النوادي، فقد لعب مع مانشستر سيتي ونادي إيفرتون ونادي بارو ونادي ساوثهامبتون ونادي سلتيك ونادي سندرلاند ونادي هيبرنيان ونادي كلايد ورابطة كرة القدم الاسكتلندية الحادية عشر ‏.

## وصلات خارجية
- بيتر ميتشان على موقع الاتحاد الإسكتلندي (الإنجليزية)